# プロヴァンスの三姉妹

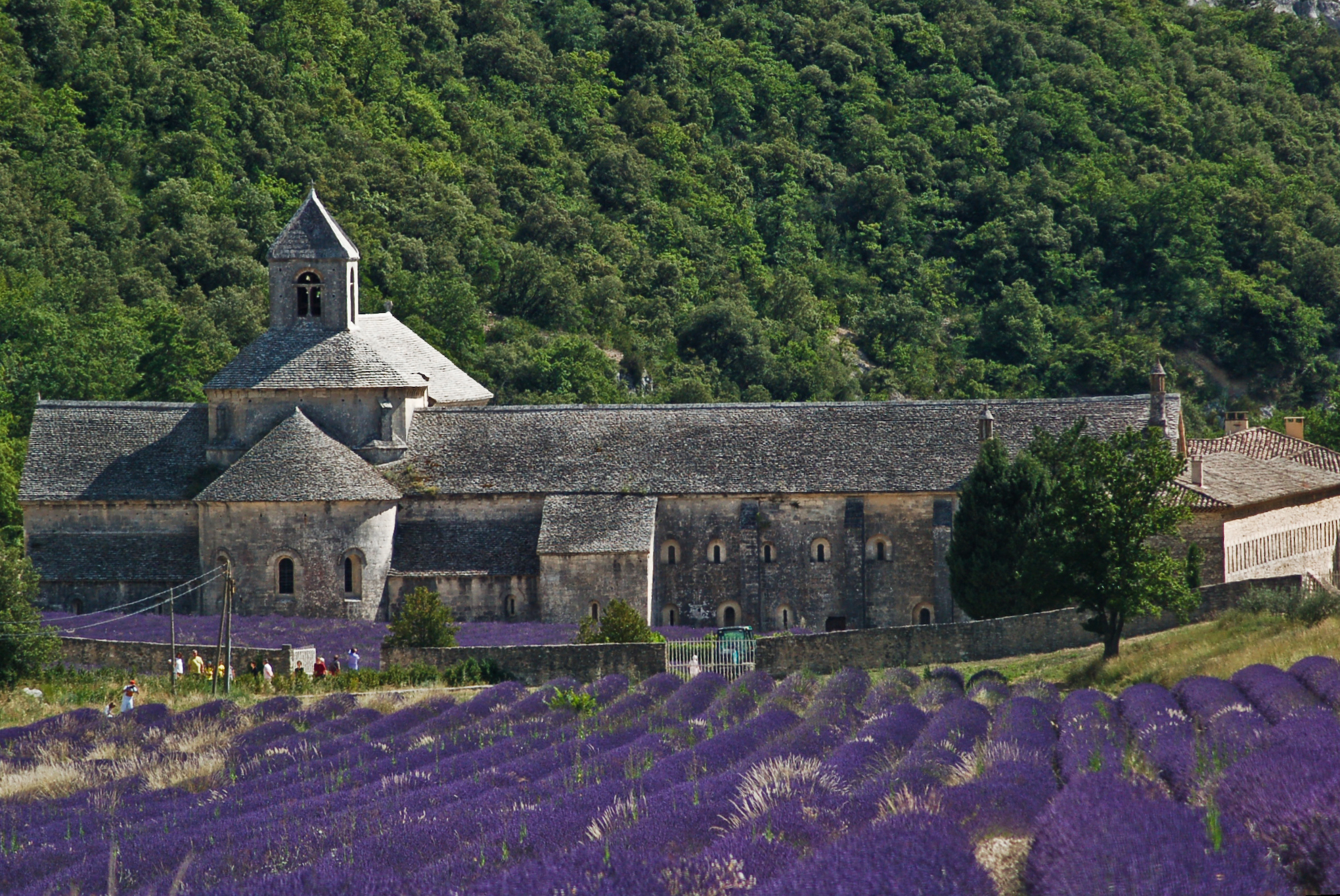
ラベンダー畑に囲まれるセナンク修道院

プロヴァンスの三姉妹（プロヴァンスのさんしまい、仏: Trois sœurs provençales）は、フランス南部のプロヴァンス地方にある3つのシトー会修道院教会堂の呼び名である。

## 概要
12世紀から13世紀初頭にかけてほぼ同時期に建設された、マザン修道院の娘修道院としての2つの修道院、ル・トロネ修道院、セナンク修道院そしてモリモン修道院の娘修道院シルヴァカンヌ修道院（シルヴァカーヌとも
）の3つを指す。
この呼び名は一般的に（後述）、これら3つの修道院が「よく似ている」という説明として使用され、賛辞としてのニュアンスも含まれる。
以降の解説では適宜「三姉妹」と略して記載する。

## 歴史
1098年にモレームのロベールがブルゴーニュのシトーに創建したシトー修道院は12世紀以降急速に発展し、ヨーロッパ各地に支院（支部）が創建されてゆく。この支院のことを娘修道院と呼ぶ。
1120年、ヴィヴァレ地方にマザン修道院が創建され、そのさらに娘修道院として本項「三姉妹」のル・トロネ修道院とセナンク修道院が創建されることになるが、13世紀を頂点として、以降はヴァルド派の異端勢力やフランス革命の影響により衰退してゆくことになる。シルヴァカンヌにいたっては革命後には農場になっているという有様であった。再発見されるのは19世紀中ごろになってからのことである。セナンクにはこの時期に一旦は修道士たちが戻ってきたが長続きはせず、現在のような現役の修道院となるのは20世紀に入ってからであった。
なお、2013年現在で修道院として使用されているのはセナンク修道院だけである。

## 三姉妹の建設時期
「三姉妹」の建設時期を以下に記載する。
参考文献によって年代が前後するものもあったため、その場合は併記する。
- ル・トロネ（プロヴァンス初のシトー会修道院[9]）
  - 1150頃-1175頃[13]
  - 1157-1175頃[14]
- セナンク
  - 1160頃-1180頃[15]
- シルヴァカンヌ
  - 1175頃-1230頃[16]

## 三姉妹という呼び名
最初にこれらの修道院に対して「三姉妹」という語が使われた時期は判明していないが、「研究対象として」最初に「三姉妹」の呼称を用いたのは再発見の時期、1852年である。
これは当時、ヴァール県の記念物監査官であったルイ・ロスタンがその報告書の中で使用したのが「三姉妹」の初出であり、現在でも一般的に使用されるようにその外見の類似性に力点を置いた記述であった。
この呼び名であるが、観光ガイドや一般の解説書向けの「非専門家」用語として使われるケースが主であり、逆に現在の研究書や専門書（すなわち学術分野の書物）ではあまり用いられないと指摘され、これには次のような理由がある。
まず「三姉妹」はそれぞれの大体の外見や寸法は確かに似ているものの、細部においてはむしろ差異のほうが多いからである。さらにある考古学者はその著書の中で、本当に3つの修道院が密接な関係を持っていたかは明らかになっていない、として「三姉妹」という語を使用していない。とはいえ、シトー会修道院の建築には一定の様式的な統一性があることも確かである。
母修道院のマザン修道院からル・トロネ、セナンクに受け継がれた側廊の傾斜尖頭トンネルヴォールトなど、確かに類似性・影響はある。
あくまでもこの「プロヴァンスの三姉妹」という呼び名は「学術分野ではあまり使われない」、という指摘である。

## ギャラリー

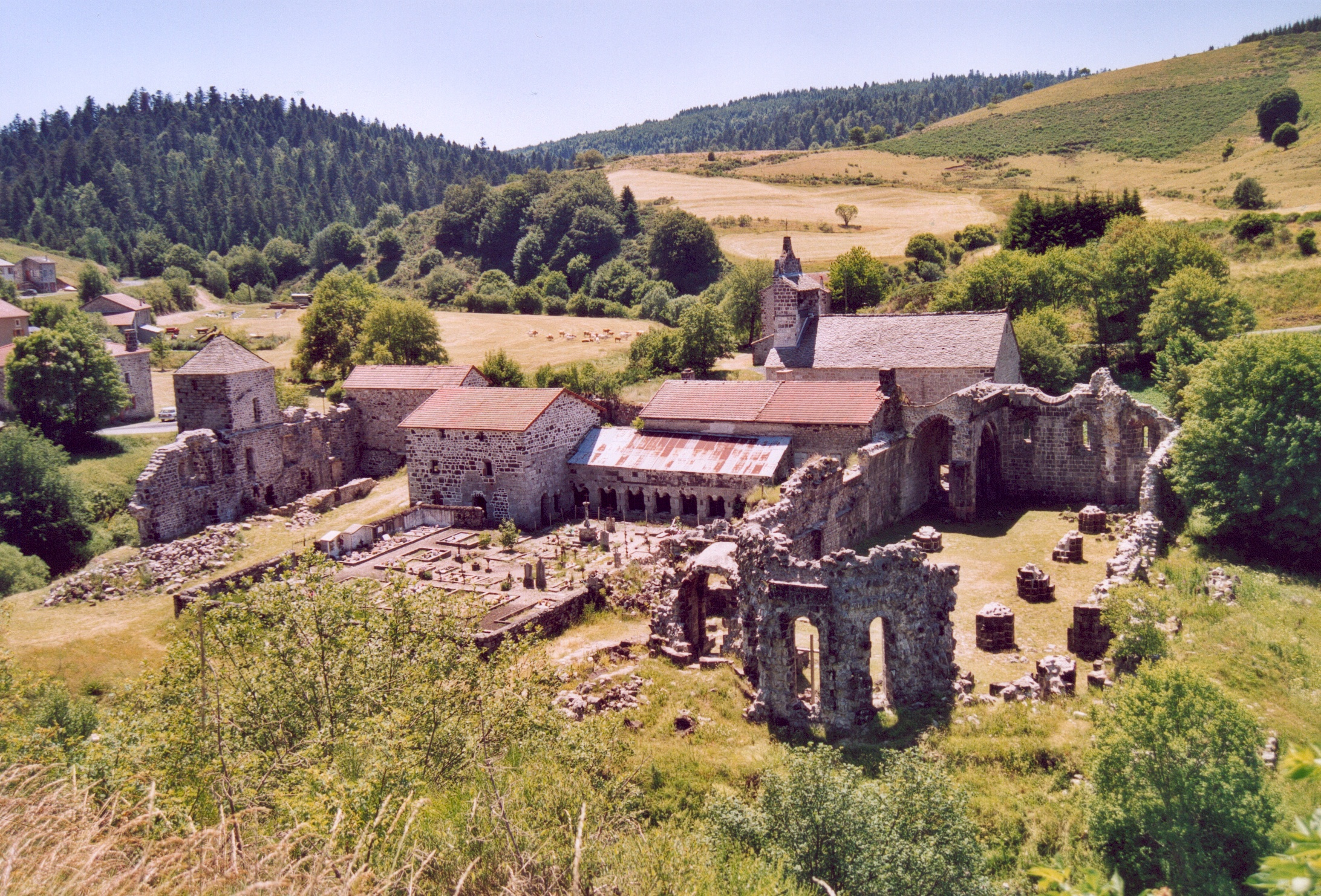
マザンの遠景。廃墟。
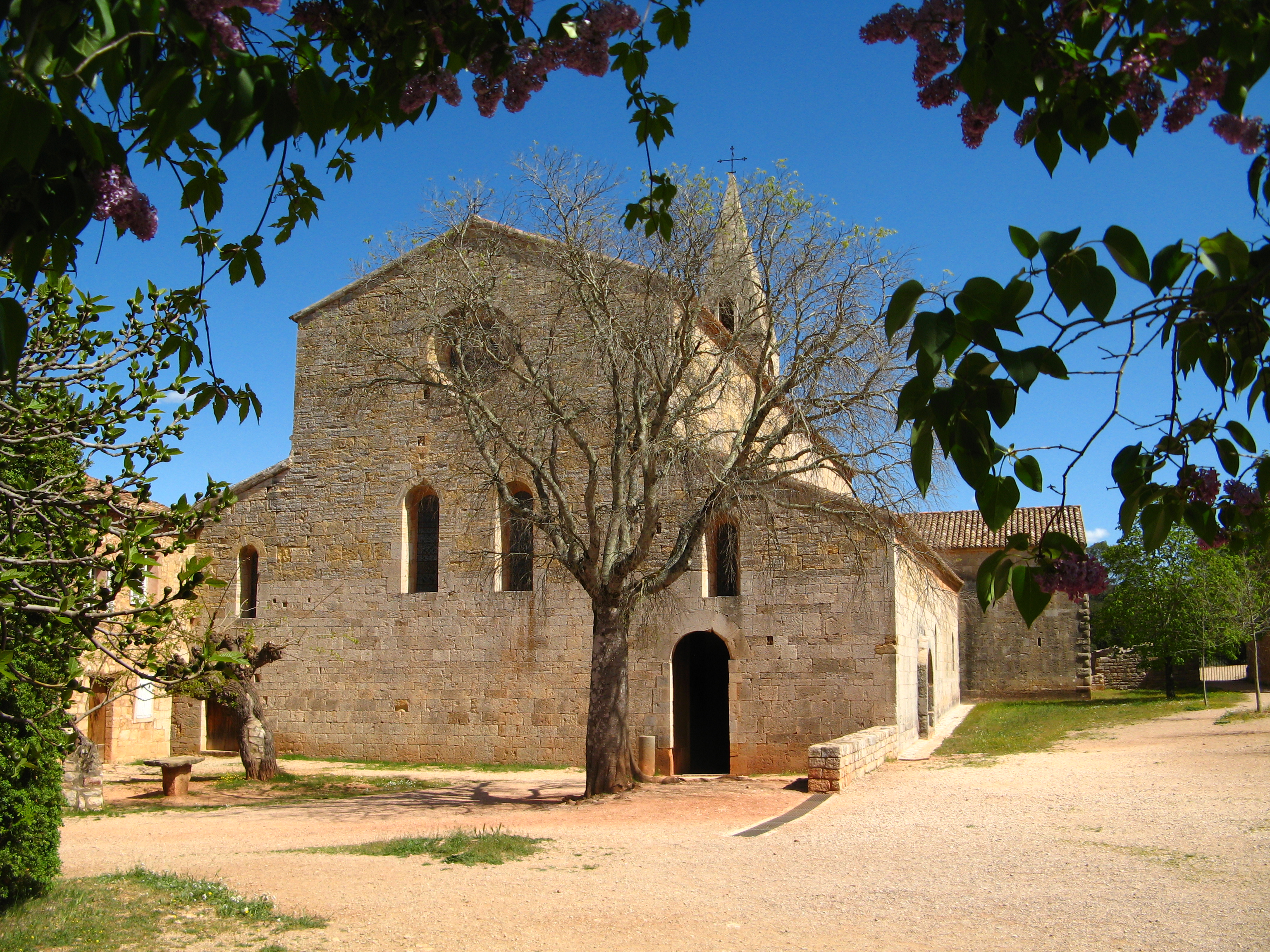
ル・トロネのファサード。中央に扉口がないのが特徴。
セナンクのファサード。ここも中央に扉口がない。
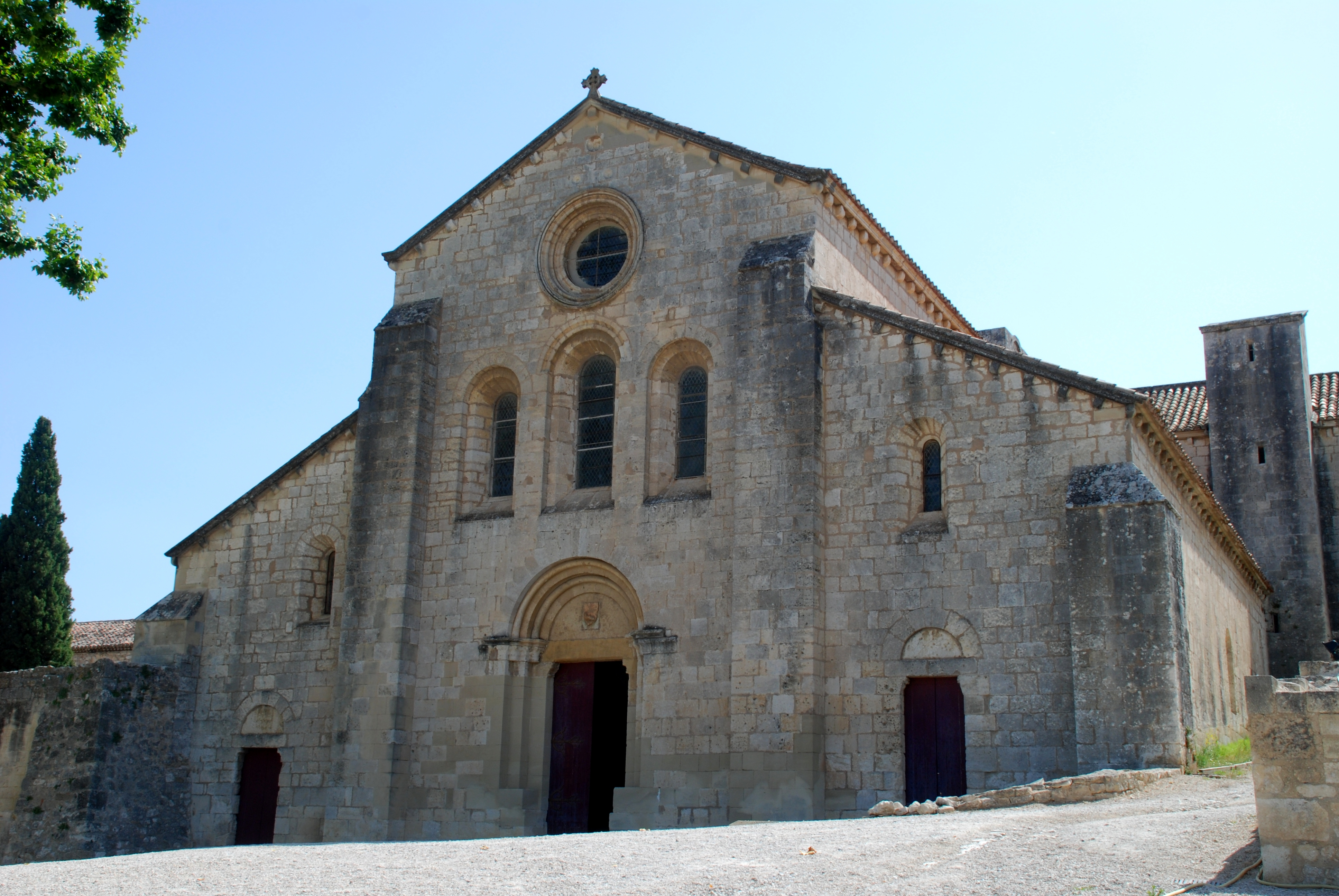
シルヴァカンヌのファサード。ここには中央扉口がある。